# Pleurothallis gouveiae
Pleurothallis gouveiae là một loài thực vật có hoa trong họ Lan. Loài này được Samp. miêu tả khoa học đầu tiên năm 1916.